# Tunely de Guègues
Tunely de Guègues jsou pozůstatkem po zamýšlené výstavbě přehrady vysoké 75 m u soutoku řek Verdon a Jabron. Přehradní jezero by zatopilo údolí Verdonu až po Castellane a Jabronu až po Trigance.

## Historie
Již v roce 1745 požádali generální stavové Provence v Lambescu Ludvíka XV. o "pomoc" při splavnění řeky Verdon k soutoku s řekou Durance pro usnadnění dopravy dřeva do Aix a zboží mezi Horní a Dolní Provence.
V roce 1785 byl projekt znovu zařazen na pořad jednání: voraři, kteří sledovali tok Verdonu, se ujistili o jeho proveditelnosti.
Rozvoj elektřiny na přelomu 19. a 20. století vedl k vypracování projektu na výstavbu 75 m vysoké betonové přehrady s elektrárnou na vstupu řeky Verdon do soutěsky Gorges du Verdon u soutoku s říčkou Jabron. V letech 1900 až 1910 bylo na úseku mezi soutokem řek Verdon a Artuby u Balcon de la Mescla a vyhlídkovým místem Couloir Samson vyhloubeno celkem osm tunelů. Každý tunel hloubil jeden tým o 20 mužích. 
V současné době prochází turistický chodník Sentier Blanc-Martel umožňující pěším turistům průchod soutěskou Gorges du Verdon mezi chatou Chalet de la Maline a francouzskou obcí Rougon dvěma z těchto tunelů - tunely Trescaire a Baou. Zbývající tunely, mezi nimi i ten nejdelší o délce 1200 m se nalézají  mimo tento turistický chodník, ale přesto je možné jimi projít. 

## Galerie

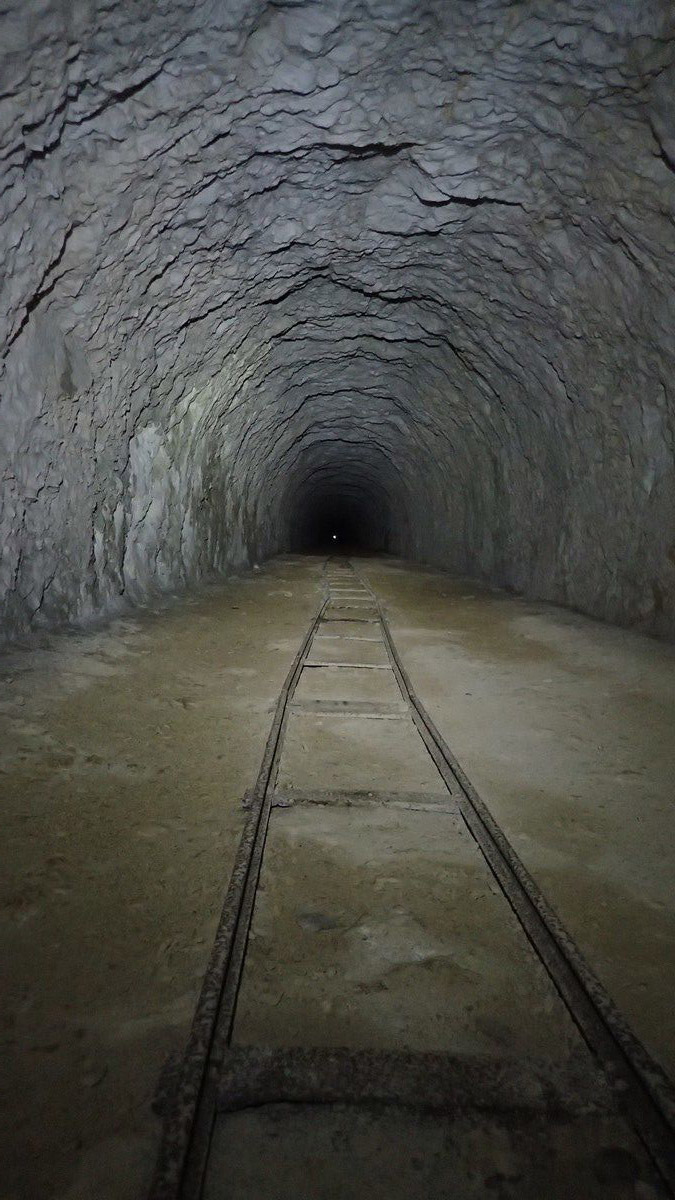
průchod prvním tunelem Guegues
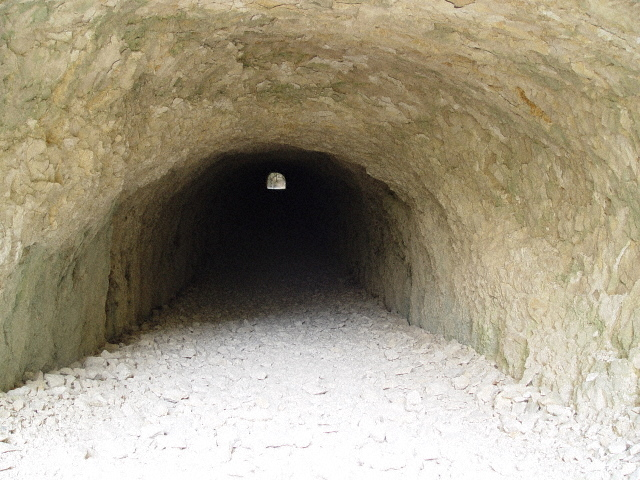
Tunel Trescaire
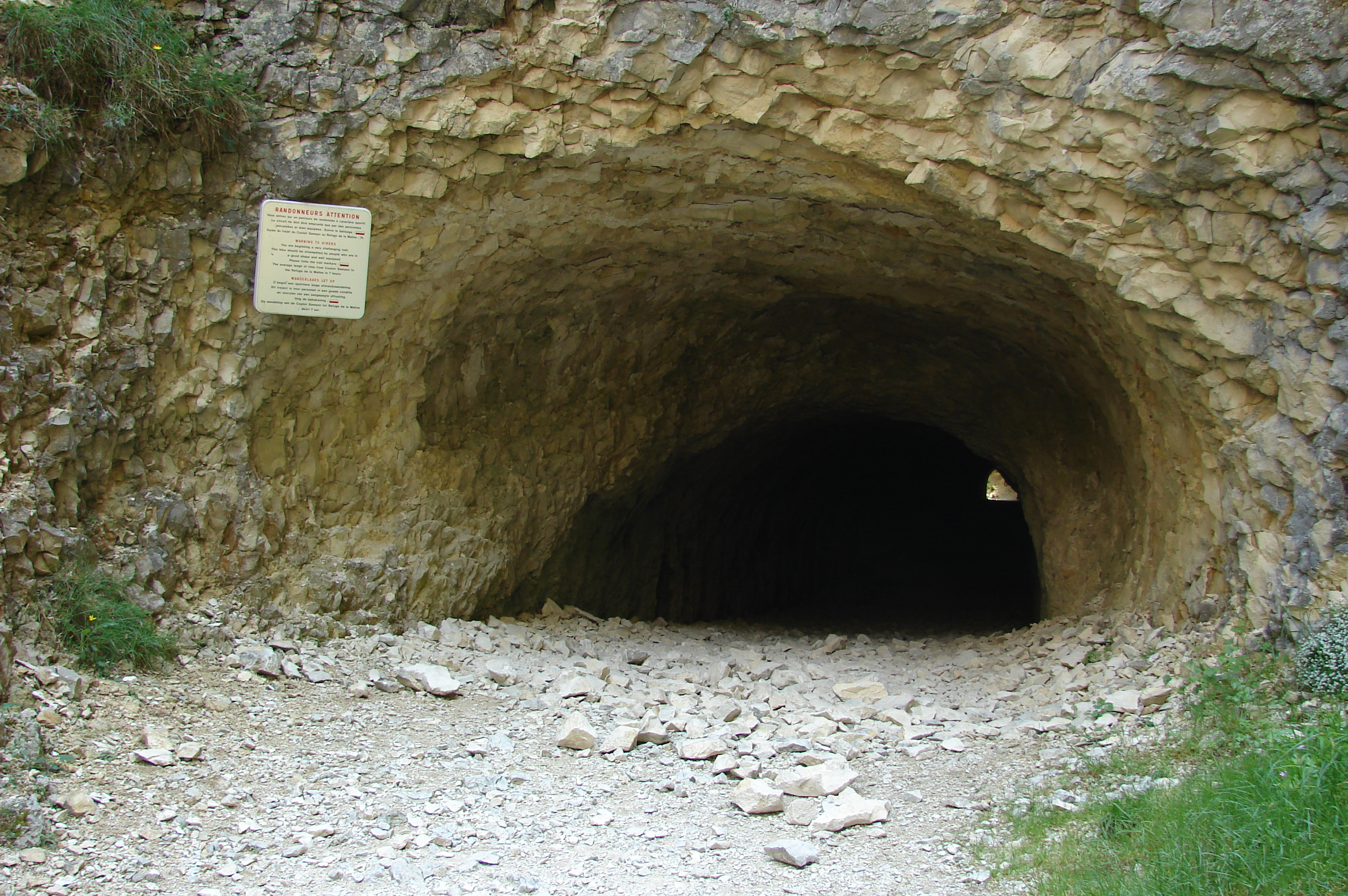
Tunel Trescaire
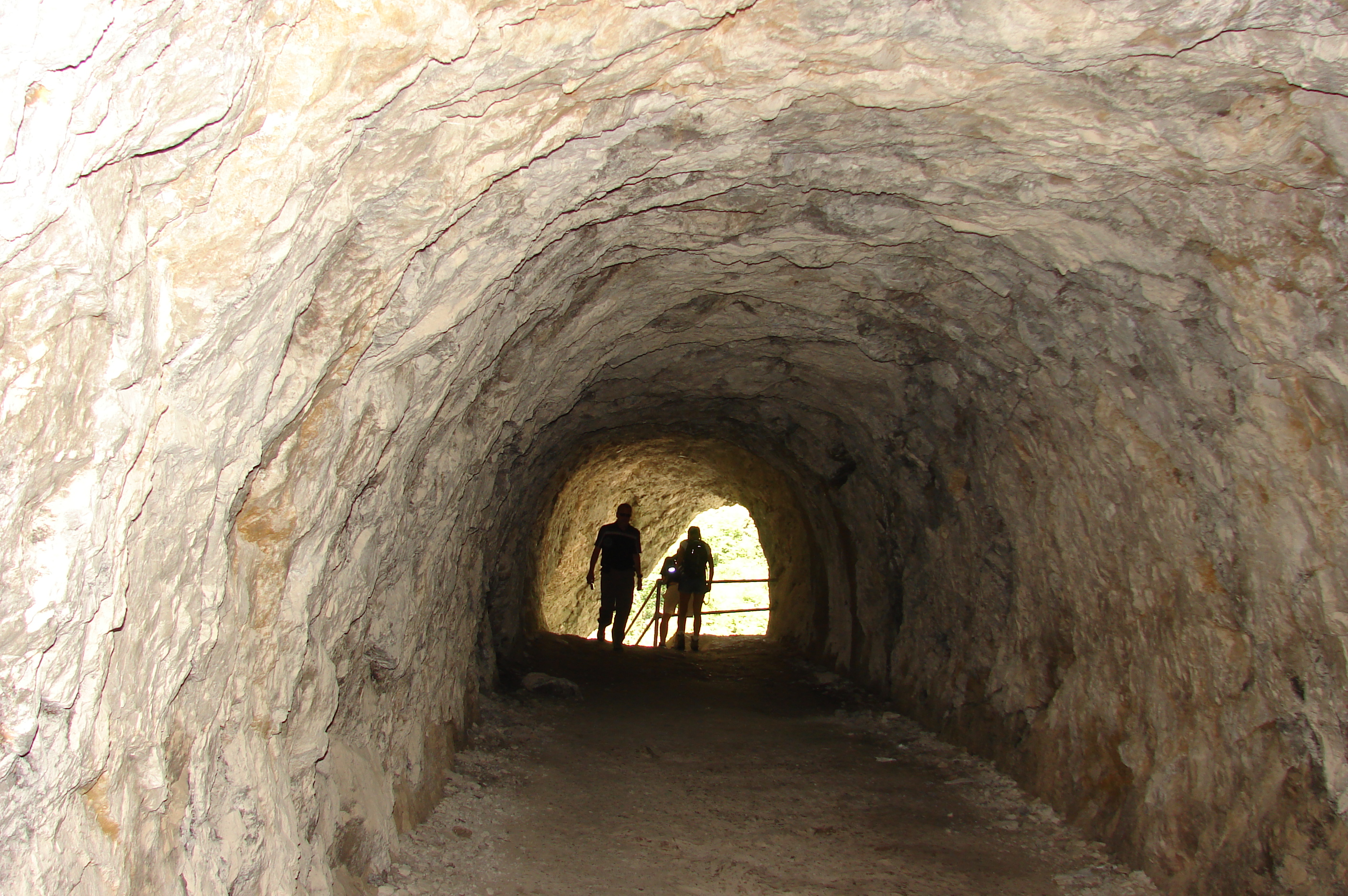
Tunel Baou